# Limnomys
Limnomys é um género de roedor da família Muridae.

## Espécies
- Limnomys bryophilus Rickart, Heaney e Tabaranza, 2003
- Limnomys sibuanus Mearns, 1905